# Montaggio assemble
Il montaggio assemble o semplicemente assemble è uno dei due modi disponibili su videoregistratori di classe professionale per modificare le immagini registrate su nastro, in alternativa al montaggio insert.
Il montaggio assemble permette di accodare una nuova registrazione a una già esistente, mantenendo la continuità del sincronismo e dei segnali con quella precedente.

## Aspetti tecnici
In tutti i sistemi di videoregistrazione, è necessario che il nastro sia in movimento alla correttà velocità perché una commutazione in registrazione avvenga senza disturbi e correttamente agganciata alla base dei sincronismi esistente. Questa condizione è via via più critica su apparecchiature di classe sempre superiore. Su videoregistratori professionali, viene usata una tecnica chiamata preroll. Una volta stabilito il punto di partenza della nuova registrazione, il nastro viene posizionato un certo tempo prima di quel punto (tempo impostabile e definito tempo di preroll, tipicamente da 3 a 5 secondi). Il videoregistatore leggerà poi il nastro in modalità di riproduzione, passando alla registrazione una volta raggiunto il punto impostato se o sole se la rilettura della base dei sincronismi è corretta.
Il montaggio assemble consiste nella registrazione di tutte le tracce normalmente previste dal videoregistratore:
- video
- tutte le tracce audio
- timecode
- control track

Non è possibile in assemble selezionare solo alcune di queste categorie, e bisogna tenere presente che, all'interruzione della registrazione in assemble, la base dei sincronismi verrà interrotta, e potrà essere proseguita solo da un altro assemble.
Il montaggio in assemble procede di aggiunta in aggiunta, riagganciandosi sempre alla registrazione precedente, e non è possibile rifare una singola modifica senza rifare tutte quelle che seguono.

## Apparecchiature di classe domestica
Benché non sia un montaggio assemble nel vero senso della parola, quasi tutti i videoregistratori per uso domestico (VHS, S-VHS e Video8) permettono l'accodamento di una nuova registrazione, semplicemente mettendo il videoregistratore in pausa di lettura sul punto desiderato, passando alla modalità di pausa di registrazione e rilasciando quindi la pausa. Questo farà sì che le due registrazione successive siano contigue tra loro, senza salti di immagine visibile. 
Se il nastro contiene già una registrazione che si desidera sovrascrivere, potrebbe esserci qualche secondo di video con dei disturbi, dovuto alla mancanza di cancellazione del nastro prima della seconda registrazione.
Se invece la registrazione viene effettuata semplicemente partendo dal nastro fermo, ci sarà una discontinuità della traccia tachimetrica del nastro, che comporterà un cambio di sincronismo nella successiva rilettura.
Qualche videoregistratore di fascia alta dispone di una vera funzione assemble, con l'effettuazione del preroll e la possibilità di sincronizzare una sorgente in lettura. Si tratta di solito di sistemi che prevedono l'uso di un videoregistratore e di un camcorder come lettore, entrambi della stessa marca.

## Apparecchiature di classe professionale
In ambito professionale, tutti i videoregistratori permettono di eseguire l'assemble, sia come unità a sé stanti che in un insieme macchina-macchina, che controllati da una centralina di montaggio; in quest'ultimo caso il tempo di preroll è impostato dalla centralina ed è uguale per tutte le macchine, mentre negli altri casi è la macchina controllante che comanda le altre.
Il timecode registrato durante l'assemble può essere selezionato fondamentalmente in due diversi modi:
- preset, se viene utilizzato il timecode proveniente da un generatore esterno o da quello interno del videoregistratore, indipendentemente dal suo valore. In questo caso, il timecode risulterà discontinuo, ma talvolta questo approccio è richiesto o preferibile (per esempio, se è necessario registrare lo stesso timecode su più registrazioni da sincronizzare in seguito);
- regen, se viene utilizzato il generatore interno alla macchina, che viene però agganciato all'ultimo valore riletto dal nastro prime dell'effettuazione dell'assemble. In questo caso, il timecode sarà sempre contiguo durante tutta la registrazione.

## Usi tipici
Il montaggio assemble non è molto usato nell'ambito del montaggio lineare, in cui si preferisce la tecnica dell'insert su nastri preregistrati con una base di nero. In realtà, su apparecchiature di classe betacam e superiore non ci sono in generale problemi di affidabilità, ma l'insert permette una maggiore flessibilità, e risulta necessario per modificare registrazioni già esistenti.
L'assemble, concepito essenzialmente per creare registrazioni nuove da materiale già esistente, trova un certo impiego nel montaggio macchina-macchina in ambito giornalistico, in condizioni di tempi stretti e in assenza di nastri basati.
L'assemble è invece molto usato nel campo della produzione televisiva per effettuare registrazioni di eventi in studio o dal vivo. L'uso del montaggio assemble permette di agganciarsi correttamente all'intestazione del nastro (tipicamente delle barre colore di riferimento).

## Riferimenti
- Carlo Solarino, Per fare televisione, Vertical 1995
- Sony BVW-75 User Manual, Sony